# Martin Wille (Fussballspieler)
Martin Wille (* 29. Mai 1986) ist ein liechtensteinischer Fussballspieler, welcher als Abwehrspieler eingesetzt wird.

## Karriere
Er spielt seit dem Anfang seiner Karriere beim liechtensteinischen Klub FC Balzers, mit welchem er in der vierten und fünften schweizerischen Liga unterwegs war. Ab der Saison 2013/14 spielte er dann nur noch in der zweiten Mannschaft sowie ab der Spielzeit 2017/18 dann nur noch in der dritten. Seit dem Ende der Spielzeit 2018/19 ist er vereinslos.
In der Nationalmannschaft kam er am 26. März 2008 in einem Freundschaftsspiel auswärts gegen Malta einmal zum Einsatz und war auch über die vollen 90 Minuten auf dem Spielfeld. Das Spiel wurde mit 7:1 verloren.